# The Day Before Wine and Roses
The Day Before Wine and Roses è un album dal vivo dal gruppo californiano The Dream Syndicate pubblicato nel 1994 per l'europea Normal Records, registrato presso lo Studio ZZZZ di Hollywood il 5 settembre 1982 e trasmesso dalla locale stazione radio KPFK. L'album è stato ristampato negli Stati Uniti l'anno seguente per la Atavistic Records e nel 2014 per la Omnivore Records.
Contiene le prime registrazioni dal vivo del gruppo a pochi mesi dalla pubblicazione del loro album d'esordio The Days of Wine and Roses.

## Tracce
1. Some Kinda Itch – 6:32
2. Mr.Soul – 3:58
3. Sure Thing – 5:32
4. That's What You Always Say – 4:30
5. Outlaw Blues – 4:49
6. Open Hour – 8:33
7. When You Smile – 5:46
8. Season of The Witch – 10:10
9. The Days of Wine and Roses – 7:29